# Visvaldis Melderis
Visvaldis Melderis (Jelgava, 19 gennaio 1915 – Opočka, 14 luglio 1944) è stato un cestista lettone.

## Carriera
Tre volte vincitore del campionato lettone (1939, 1940 e 1942) con l'ASK Rīga, ha disputato complessivamente 40 partite con la maglia della Lettonia (record assoluto di presenze fino allo scoppio della seconda guerra mondiale).
Con la propria Nazionale ha vinto l'oro agli Europei del 1935 e l'argento nell'edizione del 1939. Ha inoltre disputato i Giochi olimpici di Berlino 1936 (chiusi al 15º posto) e gli Europei 1937 (6º posto).
È morto in guerra nel 1944.